# 王有宏
王有宏（1853年—1911年），字金波，直隸天津人，清朝軍事將領。

## 生平
同治五年，投效銘軍擔任士兵。此後平定太平天國餘黨并剿臺灣番社、抵禦法國入侵台灣等戰中，均隨軍有功，擢至游擊。此後調任山海關辦日本防務。《馬關條約》成后，入江南防營，以緝梟匪勞，記名總兵。江蘇巡撫鹿傳霖器用其，跟隨兩宮回鑾。此後為河南巡撫張人駿奏留，倚以其訓練軍隊，此後跟隨張人駿移督兩江、掌管江南緝捕營，兼統總督衛隊。宣統三年，湖北告變，他檄統選鋒十營，與提督張勛的江防軍守江寧，并曾經請三千人赴滬守製造局，斷掉蘇杭之間鐵路，但未成形。不久，江蘇巡撫程德全宣布獨立，率兵攻打江寧，提督張勳與戰，頗勝，起義軍別出一支攻督署，王有宏以機關砲阻擊。同年十月，程德全率領江浙聯軍抵達，與王有宏三百人交戰。民國軍隊用望遠鏡發現王有宏，并發槍擊中其左腹。王有宏仍然堅持督軍前進，此後送到醫院去世。此後清廷收到電文，贈其太子少保，諡壯武。

## 延伸阅读
[在维基数据编辑]
 《清史稿·卷496》，出自趙爾巽《清史稿》